# Basiliscus galeritus
Basiliscus galeritus là một loài thằn lằn trong họ Corytophanidae. Loài này được Duméril mô tả khoa học đầu tiên năm 1851.
Loài này sinh sống ở rừng ở độ cao 0-1.600 m ở phía tây Colombia và Ecuador tây ở Nam Mỹ.

## Hình ảnh

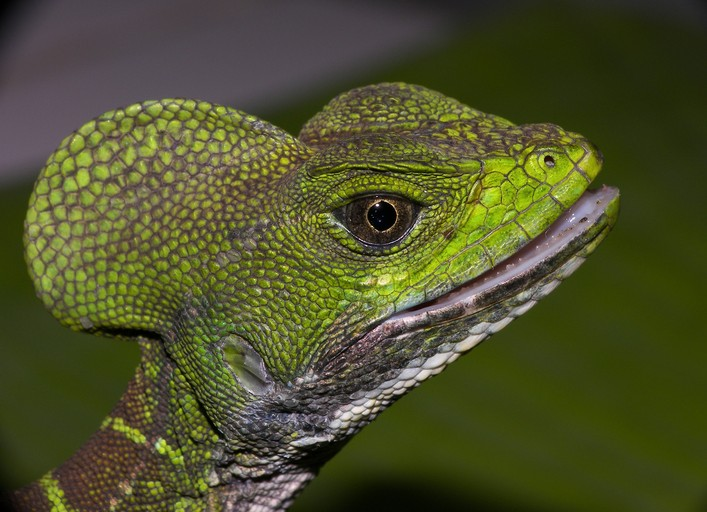
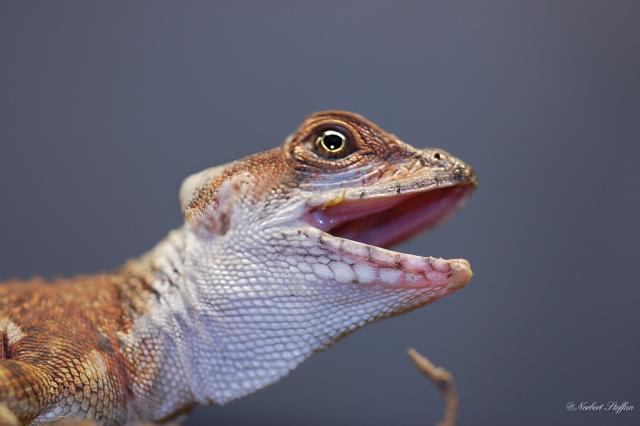